# 张楚 (歌手)
张楚（1968年11月17日—），原名张红兵，男，湖南浏阳人，中国歌手。

## 经历

### 早期
张楚，1968年11月17日在湖南浏阳出生，8岁时跟随父母搬到了陕西。
1985年，17岁的张楚考入陕西机械学院（后的西安理工大学）土木工程系。

### 演艺時期
1987年张楚从陕西机械学院辍学，前往北京发展。1991年，组成毒刺乐队，参加由魔岩文化打造的中国第一张摇滚乐合辑《中国火I》的录音，专辑中收录了歌曲《姐姐》，后乐队解散。1993年，签约魔岩文化，推出专辑合辑《一颗不肯媚俗的心》。参加了北京音乐台10周年颁奖演出与在北京首体举办的“奥运-中国之梦”摇滚演唱会 。1994年5月6日发行第一张个人专辑《孤独的人是可耻的》，与窦唯、何勇并称魔岩三杰。同年12月与窦唯、何勇、唐朝乐队赴香港参加“中国摇滚乐势力”演唱会。
1997年11月，第二张个人专辑《造飞机的工厂》发行，其中《结婚》一曲收入电影《爱情麻辣烫》。1998年8月赴广西南宁“98南宁中国摇滚演唱会”演出。2001年6月赴西安“存在西安摇滚演唱会”。2002年赴四川成都参加“小酒馆5周年纪念”。2014年，发行一张数字EP《清楚》。2016年，专辑《不在绳子上的珍珠》在网上上线。

## 作品

### 专辑
- 1993年 《一颗不肯媚俗的心》
- 1994年 《孤独的人是可耻的》
- 1997年 《造飞机的工厂》
- 2014年 《清楚》
- 2016年 《不在绳子上的珍珠》
- 2018年 《一部分》

### 單曲
- 1991年《社会主义好》 收錄于《紅色搖滾》
- 1992年 《姐姐》  收录于《中国火壹》
- 1996年 《认识了》  收录于《中国火贰》
- 1997年 《我的睫毛都快被吹掉了》  收录于《再见张炬》
- 1998年 《这么大》  收录于《中国火叁》
- 2021年 《姐姐》重編電影主題曲，由王源演唱

## 演出
| 举办时间       | 演唱会名称                                            | 地點           |
| -------------- | ----------------------------------------------------- | -------------- |
| 1994年         | 中国摇滚乐势力                                        | 香港紅磡       |
| 1998年         | 98南宁中国摇滚演唱会                                  | 廣西南寧       |
| 2001年         | 存在西安摇滚演唱会                                    | 西安           |
| 2005年         | 北京7.1红色摇滚演唱会                                 | 北京           |
| 2005年         | 绿色北京演唱会                                        | 北京           |
| 2006年12月29日 | 中国传媒大学新年演唱会                                | 北京           |
| 2008年7月5日   | “树生长的声音”窦唯、张楚、何勇、姜昕上海演唱会        | 上海大舞臺     |
| 2005年7月1日   | 和平的天空———纪念世界反法西斯战争胜利60周年大型演唱会 | 北京工人體育館 |
| 2013年12月14日 | 孤独的人是可耻的个人演唱会                            | 上海大舞臺     |

## 評價
腾讯娱乐認為，张楚歌曲歌词有着浓厚的现代诗歌味道，含蓄而深邃，他用歌词这一边缘文学形式表达着自己的思索与体验。他的歌特别感伤，歌声浑厚苍茫，他的音乐和语词是作为一体而产生的。。